# Macierz przekątniowo dominująca
Macierz dominująca to macierz, której wartości bezwzględne elementów na głównej przekątnej są większe od sumy wartości bezwzględnych pozostałych elementów w wierszach
np.:
{\displaystyle {\begin{bmatrix}\mathbf {\color {Blue}10} &2&0&-1\\1&\mathbf {\color {Blue}8} &2&2\\3&-2&\mathbf {\color {Blue}-14} &1\\0&-1&4&\mathbf {\color {Blue}6} \end{bmatrix}}}